# Temple de Quan Thanh
Le temple Quán Thánh (vietnamien : Đền Quán Thánh), anciennement Temple Trấn Vũ ( Trấn Vũ Quan, 真武觀), est un temple taoïste situé à Hanoi au Viêt Nam. 

## Histoire
Le temple Quán Thánh est situé au croisement de la rue Quán Thánh et de la rue Thanh Niên en face du lac de l’ouest dans le district de Tây Hồ. Datant du XIe siècle, son nom signifie boutique des dieux.
Selon la légende, le temple Quán Thánh a été créé durant le règne de Lý Thái Tổ (1010-1028) en l'honneur de Trấn Vũ, une déité du taoïsme, dont les symboles du pouvoir sont le serpent (la santé) et la tortue (la protection). Il est un des quatre temples sacrés construits dans quatre directions pour protéger la capitale contre les esprits malveillants. Le temple Quán Thánh est orienté vers le nord. Les autres temples sont Bạch Mã à l'est, Kim Liên au sud et Voi Phục à l'ouest. Au cours des siècles, le temple a souvent fait l'objet de restaurations, les plus récentes datant de 1893.
Le temple abrite une statue monumentale en bronze noir de Trấn Vũ réalisée en 1677.

## Galerie

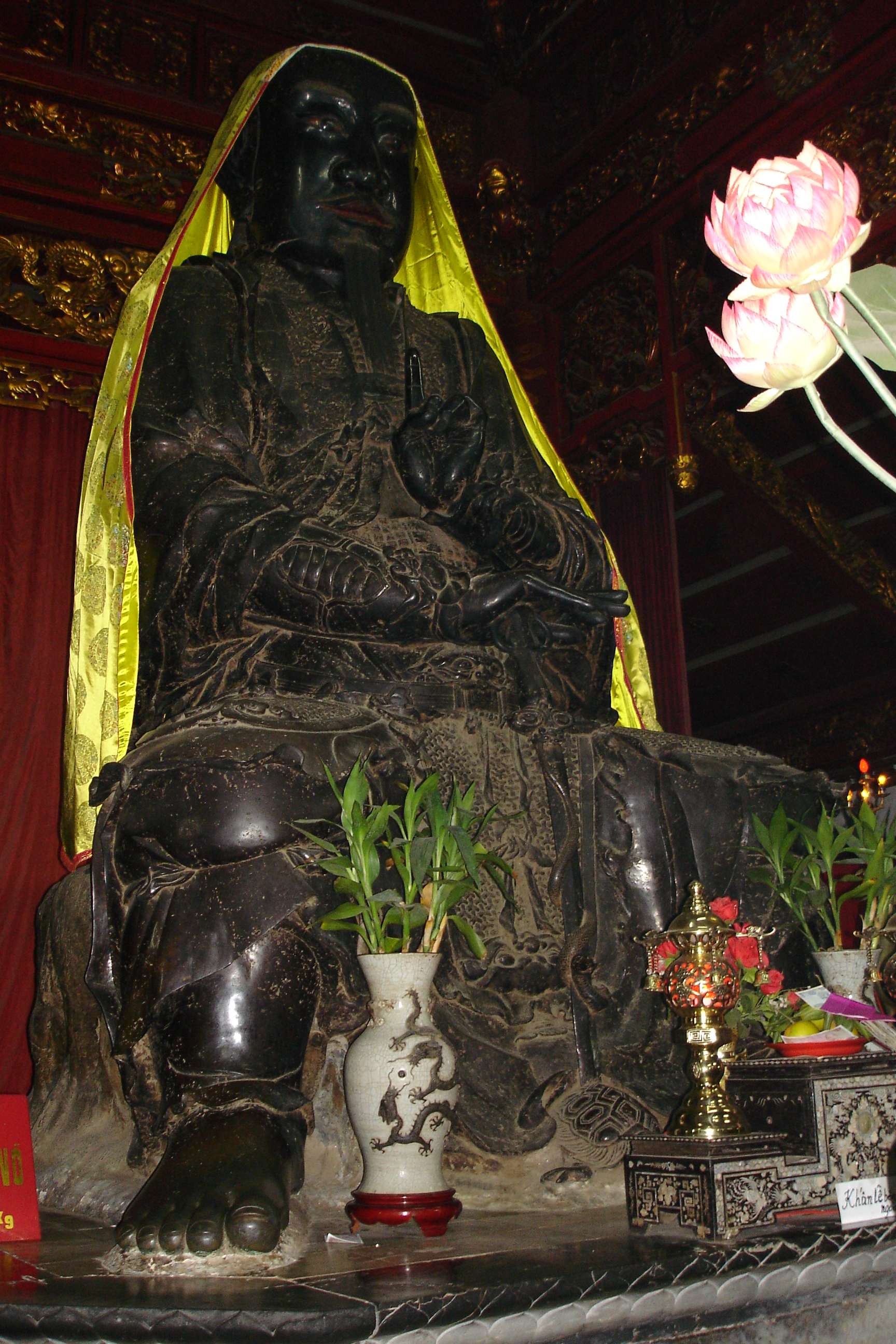
Statue de Trấn Vũ.
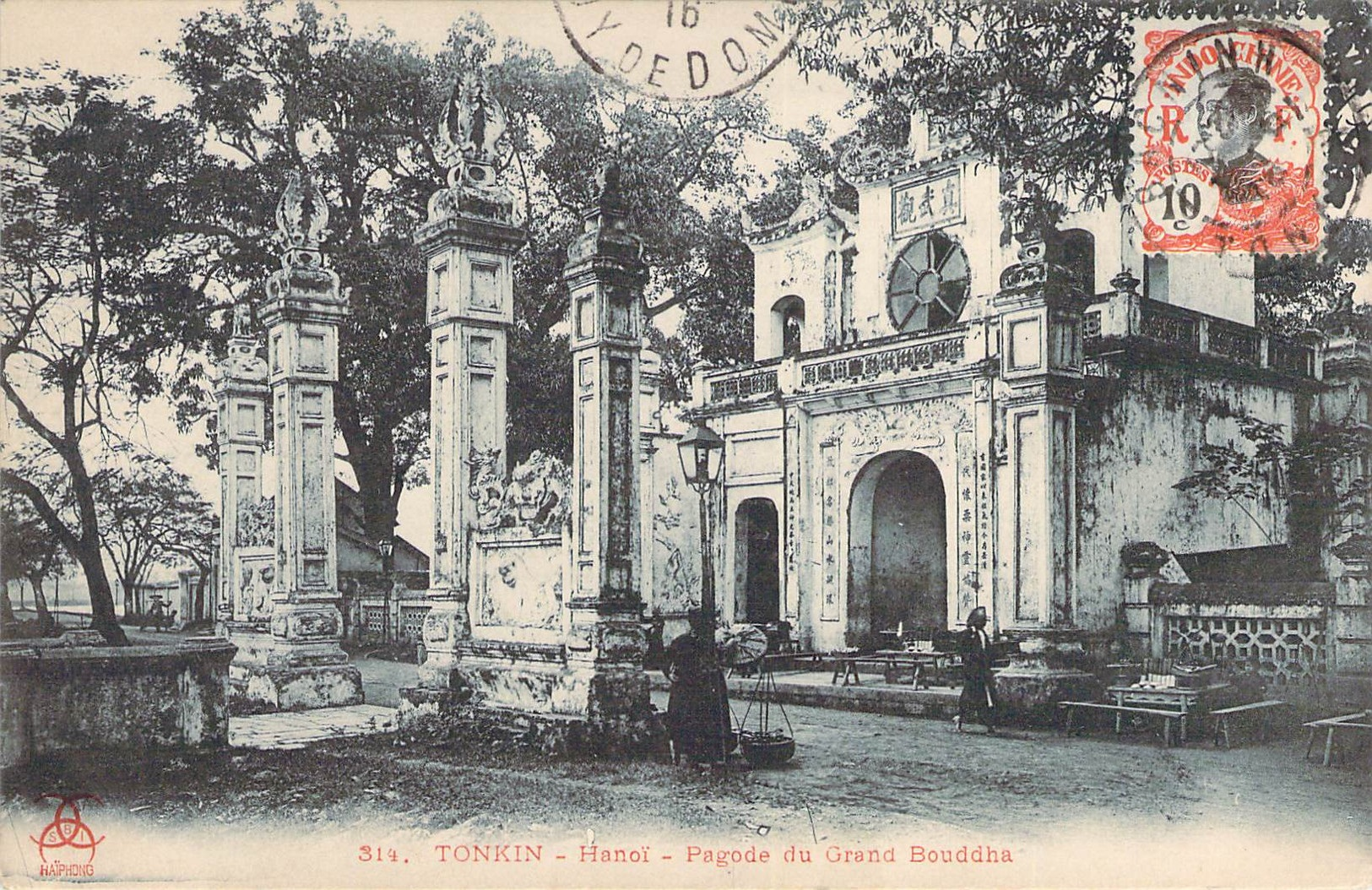
Quán Thánh Temple au début du XXe siècle.
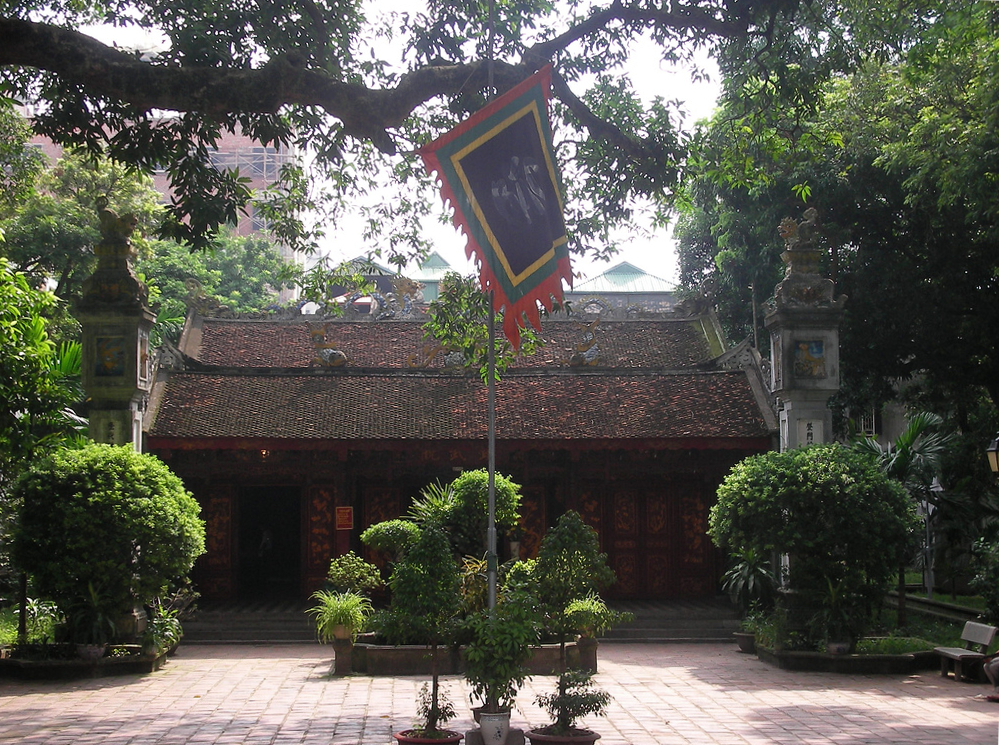
Cour du temple
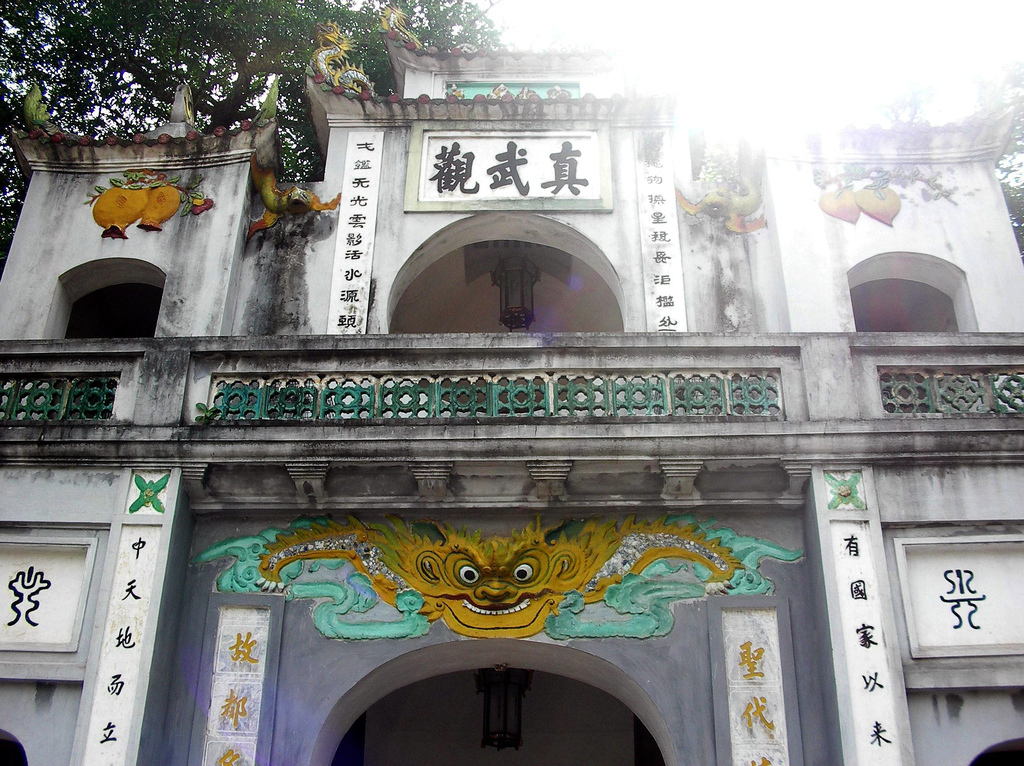
Porte principale
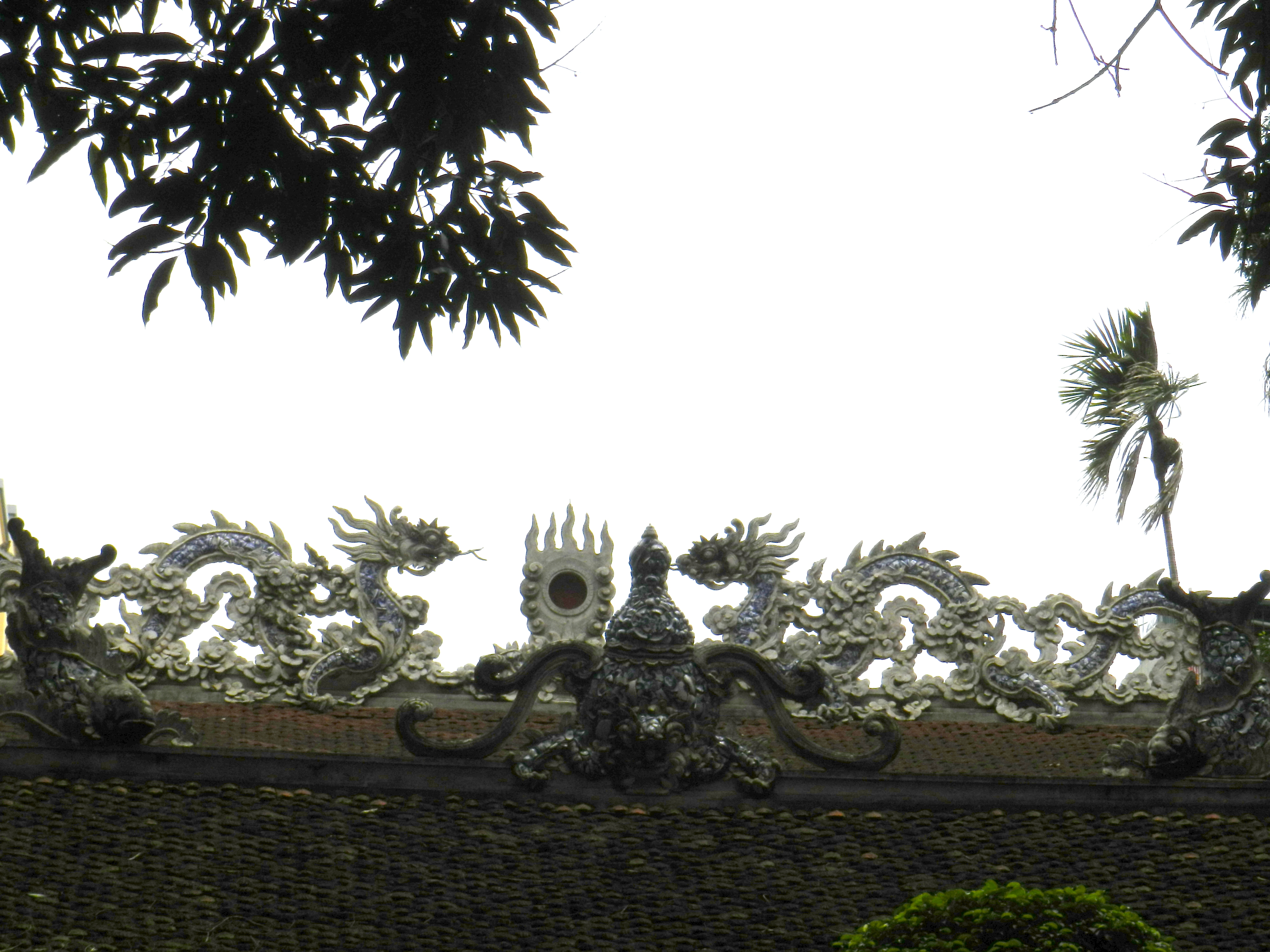
Détail du toit
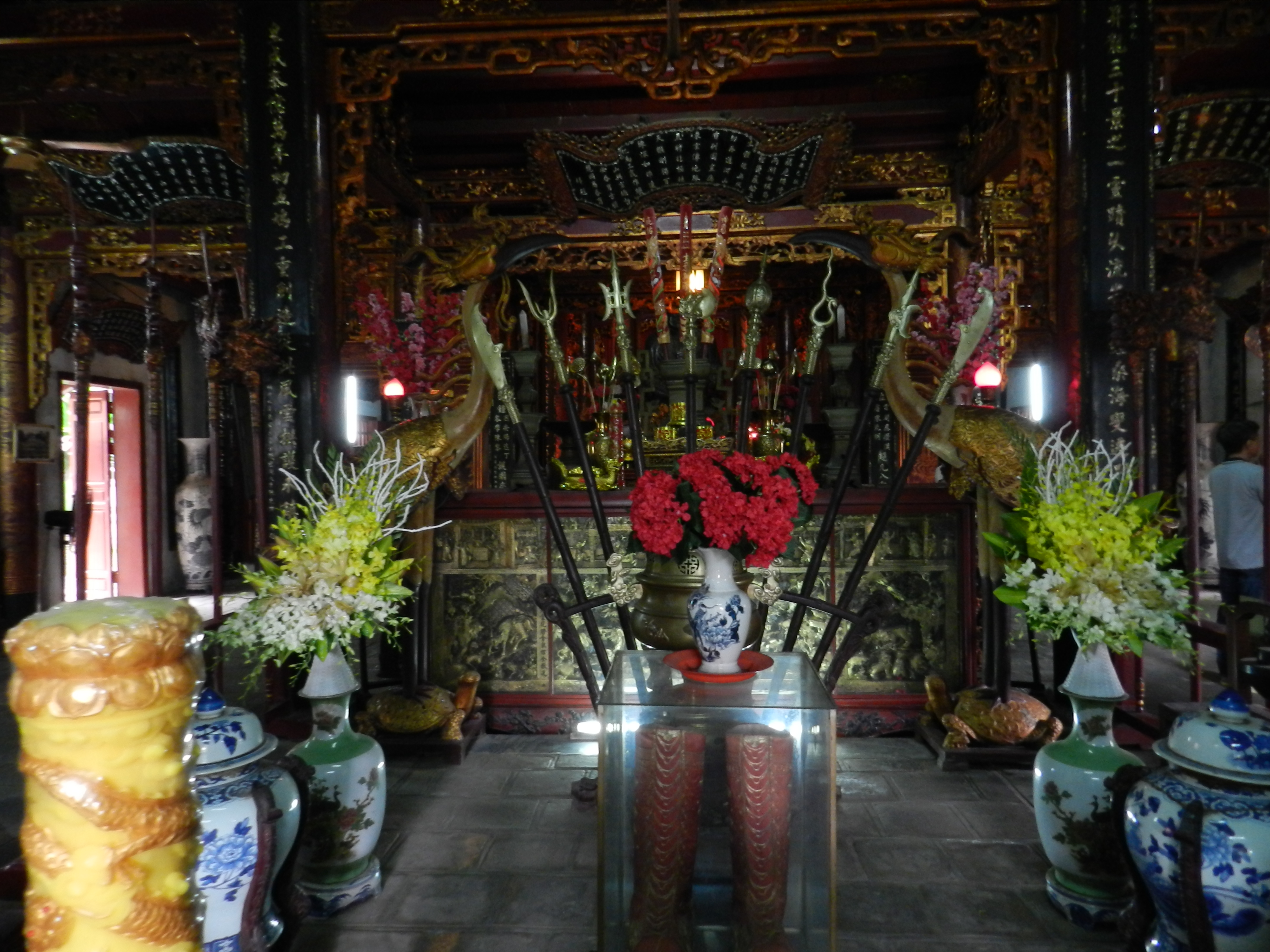
Intérieur